# 대구옥산초등학교
대구옥산초등학교는 대한민국 대구광역시 북구 칠성동2가에 있는 공립 초등학교이다. 교목은 벽오동이고 교화는 장미이다.

## 학교 연혁
- 1956년 7월 4일 대구옥산국민학교 개교(설립인가 5월 4일)(동인 405명, 칠성 664명 계 1,069명 14학급)
- 1957년 12월 19일 교사 증축공사 준공(대구상고교사 이축)
- 1958년 4월 8일 야구부 창단
- 1959년 8월 6일 칠성중학교와 부지교환(본관부지)
- 1996년 3월 1일 대구옥산초등학교로 교명 변경

- 1956-05-31 제1대 김영호 교장 부임
- 1960-06-10 제2대 최상옥 교장 부임
- 1961-10-01 제3대 윤중렬 교장 부임
- 1966-03-01 제4대 박수근 교장 부임
- 1966-09-01 제5대 이규찬 교장 부임
- 1967-03-08 제6대 박재형 교장 부임
- 1969-03-01 제7대 우타관 교장 부임
- 1970-03-07 제8대 김정식 교장 부임
- 1972-09-01 제9대 박지호 교장 부임
- 1973-09-01 제10대 오순자 교장 부임
- 1976-03-01 제11대 김중강 교장 부임
- 1978-03-01 제12대 김진환 교장 부임
- 1982-03-01 제13대 김헌수 교장 부임
- 1984-09-01 제14대 김종식 교장 부임
- 1986-03-01 제15대 권영태 교장 부임
- 1989-09-01 제16대 박성동 교장 부임
- 1991년 9월 1일 제17대 장종옥 교장 부임
- 1993년 9월 1일 제18대 한용태 교장 부임
- 1995년 9월 1일 제19대 권복겸 교장 부임
- 1999년 3월 1일 제20대 윤도식 교장 부임
- 2000년 3월 1일 제21대 김영곤 교장 부임
- 2003년 3월 1일 제22대 이양조 교장 부임
- 2005년 3월 1일 제23대 임승호 교장 부임
- 2006년 9월 1일 제24대 김한욱 교장 부임
- 2009년 9월 1일 제25대 조병곤 교장 부임
- 2011년 9월 1일 제26대 오상목 교장 부임
- 2015년 9월 1일 제27대 김희숙 교장 부임
- 2019년 제 28대 곽영배 교장부임

## 참고 자료
- 대구옥산초등학교 - 한국교육학술정보원 학교알리미